# アダム・リッポン
アダム・リッポン（英語: Adam Rippon, 1989年11月11日 - ）は、アメリカ合衆国ペンシルベニア州出身の元フィギュアスケート選手（男子シングル）。
2018年平昌オリンピック団体戦銅メダリスト。2016年全米選手権優勝。2010年四大陸選手権優勝。2008年、2009年世界ジュニア選手権連覇。

## 人物
母子家庭の6人兄弟の長男（弟3人、妹2人）で、母親は元バレエダンサー。貧しいながらも温かい家庭で育った。長男としての責任感が強く、子供のころから母親の手伝いをしていた。マイケル・ワイスの奨学金を受け取っている。生まれた時は耳が聞こえなかったが、幼いころイェール大学で手術を受け、現在はほぼ問題なく聞こえる状態。憧れのスケーターはミシェル・クワン。
"リッポン・ルッツ"と呼ばれる、両手を頭上に伸ばしての3回転ルッツジャンプ
と、柔軟性を活かしたドーナツスピンが特徴。
2015年10月、アメリカのフィギュアスケート誌『SKATING』電子版にて、「いいロールモデルになれれば」とゲイであることをカミングアウトした。
2018年2月、リッポンはアメリカ副大統領のマイク・ペンスが過去に同性愛者の矯正治療の機関に出資したことがあるとして、2018年平昌オリンピック米国代表団の団長に指名されたペンスとの面会を拒否した。
長洲未来とは大の親友である。2人はマッチングタトゥーを入れた他に、平昌五輪の選手村でも近くの部屋に滞在していた。
2018年4月、タイム誌の世界で最も影響力のある100人に選出された。

## 経歴
ペンシルベニア州のスクラントンに生まれ、10歳のころにスケートを始めた。2005年トリグラフトロフィーで優勝し、ISUジュニアグランプリには2005-2006シーズンから参戦。
2007-2008シーズン、ジュニアグランプリ1戦目のJGPハルギタ杯で優勝、2戦目のJGPソフィア杯では2位となり、JGPファイナルへ進出。JGPファイナルでは自己最高得点をマークして優勝した。全米選手権ジュニアクラスでも初優勝。世界ジュニア選手権ではSPの自己最高得点を塗り替えて初優勝を飾った。

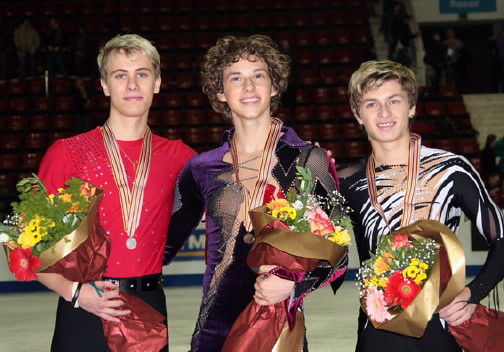
2009年世界Jr.選手権でのリッポン（中央）

2008-2009シーズン、シーズン途中の12月にコーチをニコライ・モロゾフからブライアン・オーサーに変更。世界ジュニア選手権は大会2連覇を果たした。世界ジュニア選手権での2連覇は男女シングルの選手では初めてとなる。
2009-2010シーズンよりシニアに上がり、グランプリシリーズのエリック・ボンパール杯で3位に入る。続くNHK杯では6位となりグランプリファイナル進出を逃すも、全米選手権では自身最高の5位に入り四大陸選手権への派遣が決まる。四大陸選手権では自己ベストを更新する演技でシニア初優勝を果たした。ジョニー・ウィアーの出場辞退により、世界選手権に初出場し6位入賞を果たした。
2010-2011シーズン、GPシリーズ前哨戦となるジャパンオープンではFS166点というハイスコアをマークしたが、その後は表彰台がスケートカナダの3位のみ、そして全米選手権でも5位という不本意なシーズンとなった。シーズン後コーチを佐藤有香、ジェイソン・ダンジェンに変更。同国のジェレミー・アボットやアリッサ・シズニーらと同門となり、再起を図ることとなった。
2011-2012シーズン、GPシリーズ2試合では4位と表彰台には上がれなかったが、全米選手権で2位と、初のメダル獲得となった。前回の世界選手権ではエヴァン・ライサチェクとジョニー・ウィアーが出場を辞退して、繰上げの出場だったため、初めて自分で勝ち取った世界選手権の代表となった。
2012-2013シーズン、9月にコーチをラファエル・アルトゥニアンに変更した。中国杯では6分練習で宋楠と衝突したものの4位、全米選手権は5位。代表に選ばれた四大陸選手権は足首の怪我のために欠場。
2013-2014シーズン、スケートアメリカではSP、FSともにパーソナルベストを更新し、3シーズンぶりにグランプリシリーズのメダルを獲得した。全米選手権では過去最低の8位に終わった。
2014-2015シーズン、全米選手権はSPを変更して4回転ルッツに挑戦したがアンダーローテーションの判定を受け5位。FSでは冒頭の4回転ルッツがダウングレードの判定を受けるものの、残り12個のエレメンツ全てで全ジャッジから+1以上の評価を受け1位。総合では2位になり3年ぶりに表彰台に立った。
2015-2016シーズン、全米選手権で初優勝を飾った。世界選手権では、自己ベストを更新し、2010年大会に並ぶ6位だった。
2016-2017シーズン、母国開催のUSクラシックで3位を飾った。グランプリシリーズでは母国のスケートアメリカで銅メダルを獲得。27歳の誕生日翌日におこなわれたフランス杯のFSでは、4回転トゥループに初成功し、銅メダルを手にした。金博洋が中国杯で2位に終わったことで、2ポイント多いリッポンのキャリア初のグランプリファイナルの出場が決定した。2017年1月6日のオフアイスウォームアップで、左足首を捻挫し、左足の第5中足骨を骨折。その影響で、全米選手権を欠場した。
2017-2018シーズン、怪我からの復帰初戦となったフィンランディア杯では3位表彰台に上がった。NHK杯では銀メダルを獲得。エキシビションでは演技をおこなわず、リアーナの"ダイヤモンズ"を歌唱した。スケートアメリカでも銀メダルを獲得し、2年連続のグランプリファイナルの進出を決めた。同大会では前年より1つ順位を上げ5位。全米選手権ではSP2位発進、FSでは2本の3回転ジャンプが1回転になり総合4位に終わった。しかし2位に入ったロス・マイナーが落選して、リッポンが平昌オリンピック代表に選出され、初のオリンピック代表を決めた。同大会では団体戦のFSで3位になり銅メダル獲得に貢献した。
2018年11月19日、米国オリンピック委員会（USOC）がリッポンの引退を発表した。

## 主な戦績
マークが付いている大会はISU公認の国際大会。

### 2009-2010シーズンから
| 大会/年              | 2009-10 | 2010-11 | 2011-12 | 2012-13 | 2013-14 | 2014-15 | 2015-16 | 2016-17 | 2017-18 |
| -------------------- | ------- | ------- | ------- | ------- | ------- | ------- | ------- | ------- | ------- |
| オリンピック         |         |         |         |         |         |         |         |         | 10      |
| 世界選手権           | 6       |         | 13      |         |         | 8       | 6       |         |         |
| 四大陸選手権         | 1       | 5       | 4       |         | 8       | 10      |         |         |         |
| 世界国別対抗戦       |         |         | T2 / P7 |         |         |         |         |         |         |
| 全米選手権           | 5       | 5       | 2       | 5       | 8       | 2       | 1       |         | 4       |
| GPファイナル         |         |         |         |         |         |         |         | 6       | 5       |
| GPスケートアメリカ   |         | 4       |         |         | 2       |         |         | 3       | 2       |
| GPNHK杯              | 6       |         |         | 8       | 4       |         |         |         | 2       |
| GPフランス杯         | 3       |         | 4       |         |         | 5       |         | 3       |         |
| GPロステレコム杯     |         |         |         |         |         |         | 4       |         |         |
| GPスケートカナダ     |         | 3       | 4       |         |         | 10      | 4       |         |         |
| GP中国杯             |         |         |         | 4       |         |         |         |         |         |
| CSフィンランディア杯 |         |         |         |         |         | 2       | 2       |         | 3       |
| CS USクラシック      |         |         |         |         |         |         |         | 3       |         |
| CSゴールデンスピン   |         |         |         |         |         |         | 2       |         |         |
| ガルデナスプリング杯 |         |         |         | 2       |         |         |         |         |         |

### 2008-2009シーズンまで
| 大会/年              | 2004-05 | 2005-06 | 2006-07 | 2007-08 | 2008-09 |
| -------------------- | ------- | ------- | ------- | ------- | ------- |
| 全米選手権           | 2 N     | 11 J    | 6 J     | 1 J     | 7       |
| GPスケートアメリカ   |         |         |         |         | 8       |
| GPロシア杯           |         |         |         |         | 5       |
| 世界Jr.選手権        |         |         |         | 1       | 1       |
| JGPファイナル        |         |         |         | 1       |         |
| JGPソフィア杯        |         |         |         | 2       |         |
| JGPハルギタ杯        |         |         |         | 1       |         |
| JGPクロアチア杯      |         | 6       |         |         |         |
| トリグラフトロフィー | 1 J     |         |         |         |         |

- N = ノービスクラス
- J = ジュニアクラス

### 詳細
| 2017-2018 シーズン            |                                                            |         |           |           |
| 開催日                        | 大会名                                                     | SP      | FS        | 結果      |
| 2018年2月16日 - 17日          | 平昌オリンピック（平昌）                                   | 7 87.95 | 10 171.41 | 10 259.36 |
| 2018年2月9日 - 12日           | 平昌オリンピック 団体戦（平昌）                            | -       | 3 172.98  | 3 団体    |
| 2017年12月28日 - 2018年1月7日 | 全米フィギュアスケート選手権（サンノゼ）                   | 2 96.52 | 4 171.82  | 4 268.34  |
| 2017年12月7日 - 10日          | 2017/2018 ISUグランプリファイナル（名古屋）                | 6 86.19 | 5 168.14  | 5 254.33  |
| 2017年11月24日 - 26日         | ISUグランプリシリーズ スケートアメリカ（レークプラシッド） | 2 89.04 | 1 177.41  | 2 266.45  |
| 2017年11月10日 - 12日         | ISUグランプリシリーズ NHK杯（大阪）                        | 4 84.95 | 2 177.04  | 2 261.99  |
| 2017年10月6日 - 8日           | ISUチャレンジャーシリーズ フィンランディア杯（エスポー）   | 3 83.69 | 2 166.19  | 3 249.88  |

| 2016-2017 シーズン    |                                                                                |         |          |          |
| 開催日                | 大会名                                                                         | SP      | FS       | 結果     |
| 2016年12月8日 - 11日  | 2016/2017 ISUグランプリファイナル（マルセイユ）                                | 6 83.93 | 6 149.17 | 6 233.10 |
| 2016年11月11日 - 13日 | ISUグランプリシリーズ フランス杯（パリ）                                       | 4 85.25 | 2 182.28 | 3 267.53 |
| 2016年10月21日 - 23日 | ISUグランプリシリーズ スケートアメリカ（シカゴ）                               | 2 87.32 | 3 174.11 | 3 261.43 |
| 2016年9月14日 - 17日  | ISUチャレンジャーシリーズ USインターナショナルクラシック（ソルトレイクシティ） | 1 87.86 | 3 160.38 | 3 248.24 |

| 2015-2016 シーズン       |                                                          |         |          |          |
| 開催日                   | 大会名                                                   | SP      | FS       | 結果     |
| 2016年4月22日 - 24日     | 2016年コーセー・チームチャレンジカップ（スポケーン）     | 5 86.05 | 3 166.68 | 注       |
| 2016年3月26日 - 4月3日   | 2016年世界フィギュアスケート選手権（ボストン）           | 7 85.72 | 4 178.72 | 6 264.44 |
| 2016年1月15日 - 24日     | 全米フィギュアスケート選手権（セントポール）             | 3 88.01 | 1 182.74 | 1 270.75 |
| 2015年12月2日 - 5日      | ISUチャレンジャーシリーズ ゴールデンスピン（ザグレブ）   | 3 72.23 | 2 165.64 | 2 237.87 |
| 2015年11月20日 - 22日    | ISUグランプリシリーズ ロステレコム杯（モスクワ）         | 6 78.77 | 2 169.86 | 4 248.63 |
| 2015年10月30日 - 11月1日 | ISUグランプリシリーズ スケートカナダ（レスブリッジ）     | 3 80.36 | 5 159.33 | 4 239.69 |
| 2015年10月9日 - 11日     | ISUチャレンジャーシリーズ フィンランディア杯（エスポー） | 3 69.29 | 1 154.89 | 2 224.18 |

| 2014-2015 シーズン       |                                                          |          |           |           |
| 開催日                   | 大会名                                                   | SP       | FS        | 結果      |
| 2015年3月23日 - 29日     | 2015年世界フィギュアスケート選手権（上海）               | 11 75.14 | 8 154.57  | 8 229.71  |
| 2015年2月9日 - 15日      | 2015年四大陸フィギュアスケート選手権（ソウル）           | 12 68.37 | 10 143.93 | 10 212.30 |
| 2015年1月17日 - 25日     | 全米フィギュアスケート選手権（グリーンズボロ）           | 5 84.71  | 1 187.77  | 2 272.48  |
| 2014年11月21日 - 23日    | ISUグランプリシリーズ エリック・ボンパール杯（ボルドー） | 7 76.98  | 3 148.44  | 5 225.42  |
| 2014年10月31日 - 11月2日 | ISUグランプリシリーズ スケートカナダ（ケロウナ）         | 11 62.83 | 7 139.09  | 10 201.92 |
| 2014年10月9日 - 12日     | ISUチャレンジャーシリーズ フィンランディア杯（エスポー） | 3 68.53  | 1 152.22  | 2 220.75  |

| 2013-2014 シーズン    |                                                      |         |          |          |
| 開催日                | 大会名                                               | SP      | FS       | 結果     |
| 2014年1月20日 - 25日  | 2014年四大陸フィギュアスケート選手権（台北）         | 8 72.90 | 8 140.30 | 8 213.20 |
| 2014年1月5日 - 12日   | 全米フィギュアスケート選手権（ボストン）             | 6 77.58 | 7 144.61 | 8 222.19 |
| 2013年11月8日 - 10日  | ISUグランプリシリーズ NHK杯（東京）                  | 4 82.25 | 4 151.46 | 4 233.71 |
| 2013年10月18日 - 20日 | ISUグランプリシリーズ スケートアメリカ（デトロイト） | 3 80.26 | 3 160.98 | 2 241.24 |

| 2012-2013 シーズン    |                                        |         |          |          |
| 開催日                | 大会名                                 | SP      | FS       | 結果     |
| 2013年4月1日 - 3日    | 2013年ガルデナスプリング杯（ガルデナ） | 3 63.64 | 1 155.52 | 2 219.16 |
| 2013年1月20日 - 27日  | 全米フィギュアスケート選手権（オマハ） | 6 76.65 | 6 153.22 | 5 229.87 |
| 2012年11月23日 - 25日 | ISUグランプリシリーズ NHK杯（利府）    | 8 67.89 | 8 142.58 | 8 210.47 |
| 2012年11月2日 - 4日   | ISUグランプリシリーズ 中国杯（上海）   | 4 71.81 | 4 133.67 | 4 205.48 |

| 2011-2012 シーズン     |                                                              |          |           |           |
| 開催日                 | 大会名                                                       | SP       | FS        | 結果      |
| 2012年4月19日 - 22日   | 2012年世界フィギュアスケート国別対抗戦（東京）               | 7 74.93  | 6 147.80  | 7 222.73  |
| 2012年3月26日 - 4月1日 | 2012年世界フィギュアスケート選手権（ニース）                 | 10 73.55 | 16 143.08 | 13 216.63 |
| 2012年2月9日 - 12日    | 2012年四大陸フィギュアスケート選手権（コロラドスプリングス） | 7 74.92  | 3 146.63  | 4 221.55  |
| 2012年01月22日 - 29日  | 全米フィギュアスケート選手権（サンノゼ）                     | 2 82.94  | 2 157.93  | 2 240.87  |
| 2011年11月18日 - 20日  | ISUグランプリシリーズ エリック・ボンパール杯（パリ）         | 4 72.96  | 3 144.93  | 4 217.89  |
| 2011年10月27日 - 30日  | ISUグランプリシリーズ スケートカナダ（ミシサガ）             | 4 72.89  | 4 145.08  | 4 217.97  |

| 2010-2011 シーズン    |                                                        |         |          |          |
| 開催日                | 大会名                                                 | SP      | FS       | 結果     |
| 2011年2月15日 - 20日  | 2011年四大陸フィギュアスケート選手権（台北）           | 4 72.71 | 5 137.30 | 5 210.01 |
| 2011年1月23日 - 30日  | 全米フィギュアスケート選手権（グリーンズボロ）         | 9 66.26 | 3 153.78 | 5 220.04 |
| 2010年11月12日 - 14日 | ISUグランプリシリーズ スケートアメリカ（ポートランド） | 3 73.94 | 7 129.18 | 4 203.12 |
| 2010年10月29日 - 31日 | ISUグランプリシリーズ スケートカナダ（キングストン）   | 3 77.53 | 2 155.51 | 3 233.04 |
| 2010年10月2日         | 2010年ジャパンオープン（さいたま）                     | -       | 1 166.63 | 2 団体   |

| 2009-2010 シーズン    |                                                      |         |          |          |
| 開催日                | 大会名                                               | SP      | FS       | 結果     |
| 2010年3月22日 - 28日  | 2010年世界フィギュアスケート選手権（トリノ）         | 7 80.11 | 5 151.36 | 6 231.47 |
| 2010年1月25日 - 31日  | 2010年四大陸フィギュアスケート選手権（全州）         | 7 69.56 | 1 156.22 | 1 225.78 |
| 2010年1月14日 - 24日  | 全米フィギュアスケート選手権（スポケーン）           | 4 72.91 | 5 152.16 | 5 225.07 |
| 2009年11月5日 - 8日   | ISUグランプリシリーズ NHK杯（長野）                  | 8 67.15 | 5 130.46 | 6 197.61 |
| 2009年10月15日 - 18日 | ISUグランプリシリーズ エリック・ボンパール杯（パリ） | 3 75.82 | 3 144.14 | 3 219.96 |

| 2008-2009 シーズン     |                                                        |          |          |          |
| 開催日                 | 大会名                                                 | SP       | FS       | 結果     |
| 2009年2月23日 - 3月1日 | 2009年世界ジュニアフィギュアスケート選手権（ソフィア） | 1 74.30  | 1 147.70 | 1 222.00 |
| 2009年1月18日 - 25日   | 全米フィギュアスケート選手権（クリーブランド）         | 12 62.22 | 6 131.54 | 7 193.76 |
| 2008年11月20日 - 23日  | ISUグランプリシリーズ ロシア杯（モスクワ）             | 3 71.62  | 5 136.31 | 5 207.93 |
| 2008年10月23日 - 26日  | ISUグランプリシリーズ スケートアメリカ（エバレット）   | 7 59.60  | 8 115.22 | 8 174.82 |

| 2007-2008 シーズン     |                                                             |         |          |          |
| 開催日                 | 大会名                                                      | SP      | FS       | 結果     |
| 2008年2月25日 - 3月2日 | 2008年世界ジュニアフィギュアスケート選手権（ソフィア）      | 1 69.35 | 1 130.55 | 1 199.90 |
| 2008年1月20日 - 27日   | 全米フィギュアスケート選手権 ジュニアクラス（セントポール） | 1 71.33 | 1 142.43 | 1 213.76 |
| 2007年12月6日 - 9日    | 2007/2008 ISUジュニアグランプリファイナル（グダニスク）     | 1 68.43 | 1 134.77 | 1 203.20 |
| 2007年10月3日 - 6日    | ISUジュニアグランプリ ソフィア杯（ソフィア）                | 1 64.41 | 2 123.26 | 2 187.67 |
| 2007年9月6日 - 9日     | ISUジュニアグランプリ ハルギタ杯（ミエルクレア＝チュク）    | 1 64.61 | 1 121.33 | 1 185.94 |

| 2006-2007 シーズン   |                                                           |         |          |          |
| 開催日               | 大会名                                                    | SP      | FS       | 結果     |
| 2007年1月21日 - 28日 | 全米フィギュアスケート選手権 ジュニアクラス（スポケーン） | 7 52.82 | 7 105.68 | 6 158.50 |

| 2005-2006 シーズン  |                                                             |         |          |           |
| 開催日              | 大会名                                                      | SP      | FS       | 結果      |
| 2006年1月7日 - 15日 | 全米フィギュアスケート選手権 ジュニアクラス（セントルイス） | 8 49.54 | 12 84.65 | 11 134.19 |
| 2005年10月6日 - 9日 | ISUジュニアグランプリ クロアチア杯（ザグレブ）              | 6 48.85 | 5 97.72  | 6 146.57  |

| 2004-2005 シーズン   |                                                             |    |    |      |
| 開催日               | 大会名                                                      | SP | FS | 結果 |
| 2005年4月13日 - 17日 | 2005年トリグラフトロフィー ジュニアクラス（イェセニツェ）   | 4  | 1  | 1    |
| 2005年1月9日 - 16日  | 全米フィギュアスケート選手権 ノービスクラス（ポートランド） | 1  | 2  | 2    |

## プログラム使用曲
| シーズン  | SP | FS | EX |
| --------- | --- | --- | --- |
| 2017-2018 | Let Me Think About It 曲：イーダ・コー vs フェル・デ・グランド 振付：ジェフリー・バトル                                                                             | O 曲：コールドプレイ Arrival of the Birds 映画『フラミンゴに隠された地球の秘密』サウンドトラックより 作曲：ザ・シネマティック・オーケストラ 振付：ベンジー・シュウィマー | 『Diamonds』カバー版 ボーカル：アダム・リッポン 振付：ジェフリー・バトル、ベンジー・シュウィマー |
| 2016-2017 | Let Me Think About It 曲：イーダ・コー vs フェル・デ・グランド 振付：ジェフリー・バトル                                                                             | Bloodstream 曲：ステイトレス 振付：ベンジー・シュウィマーO 曲：コールドプレイ Arrival of the Birds 映画『The Crimson Wing: Mystery of the Flamingos』サウンドトラックより 作曲：ザ・シネマティック・オーケストラ 振付：ベンジー・シュウィマー                                | マイ・ファニー・ヴァレンタイン 演奏：Over the Rhine |
| 2015-2016 | リヴ・フォーエヴァー 演奏：クイーン 振付：トム・ディクソン | ビコーズ ゲット・バック イエスタデイ サージェント・ペパーズ・ロンリー・ハーツ・クラブ・バンド 曲：ビートルズ 振付：ジェフリー・バトルビコーズ ゲット・バック ブラックバード サージェント・ペパーズ・ロンリー・ハーツ・クラブ・バンド 曲：ビートルズ 振付：ジェフリー・バトル | 胸いっぱいの愛を 曲：レッド・ツェッペリンO 曲：コールドプレイ 振付：ベンジー・シュウィマー |
| 2014-2015 | タキシード・ジャンクション 演奏：クインシー・ジョーンズ 振付：カタリナ・リンデンNyah 映画『ミッション:インポッシブル2』 作曲：ハンス・ジマー 振付：アダム・リッポン | ピアノ協奏曲第1番 作曲：フランツ・リスト 振付：トム・ディクソン | All Alone 曲：ゲイル・ロンニング |
| 2013-2014 | カルメン組曲 作曲：ジョルジュ・ビゼー 編曲：ロディオン・シチェドリン 振付：シンディ・スチュアート                                                                   | 牧神の午後への前奏曲 作曲：クロード・ドビュッシー 振付：トム・ディクソン | A Song for You ボーカル：エリオット・ヤミン 振付：シンディ・スチュアート |
| 2012-2013 | 誰も寝てはならぬ 作曲：ジャコモ・プッチーニ 振付：マイケル・ザイバート                                                                                              | 映画『Mr.インクレディブル』サウンドトラックより 作曲：マイケル・ジアッキーノ 振付：マイケル・ザイバート牧神の午後への前奏曲 作曲：クロード・ドビュッシー 振付：トム・ディクソン                                                                                              | After Tonight 曲：ジャスティン・ノヅカ |
| 2011-2012 | コロブチカ 演奏：ボンド 振付：シェイ＝リーン・ボーン | G線上のアリア トッカータとフーガニ短調 作曲：ヨハン・ゼバスティアン・バッハ 振付：パスカーレ・カメレンゴ | ピアノ協奏曲第2番 作曲：セルゲイ・ラフマニノフ 振付：アダム・リッポン |
| 2010-2011 | 幻想序曲『ロメオとジュリエット』 作曲：ピョートル・チャイコフスキー 振付：セバスチャン・ブリテン、デヴィッド・ウィルソン                                            | ピアノ協奏曲第2番 作曲：セルゲイ・ラフマニノフ 振付：デヴィッド・ウィルソン | 愛のテーマ 映画『ニュー・シネマ・パラダイス』より 作曲：アンドレア・モリコーネ 演奏：イツァーク・パールマン 振付：モリー・オーバースター、アダム・リッポンアー・ユー・ゴナ・ビー・マイ・ガール 曲：ジェット 振付：デヴィッド・ウィルソン |
| 2009-2010 | 映画『かもめのジョナサン』サウンドトラックより 作曲：ニール・ダイアモンド 振付：デヴィッド・ウィルソン                                                              | ヴァイオリン協奏曲 作曲：サミュエル・バーバー 振付：デヴィッド・ウィルソン | I'm Yours ボーカル：ジェイソン・ムラーズ 振付：デヴィッド・ウィルソン |
| 2008-2009 | G線上のアリア 作曲：ヨハン・ゼバスティアン・バッハ ストーム 作曲：ヴァネッサ・メイ 振付：ニコライ・モロゾフ                                                         | 悲しみのクラウン 作曲：スティーヴン・サンドハイム 歌劇『道化師』より 作曲：ルッジェーロ・レオンカヴァッロ 振付：ニコライ・モロゾフ | ならず者 ボーカル：ウエストライフ 振付：オルガ・オルロワ、デヴィッド・ウィルソンMake You Feel My Love ボーカル：ジョン・ピーター・ルイス 振付：アダム・リッポン                                                                          |
| 2007-2008 | トッカータとフーガニ短調 作曲：ヨハン・ゼバスティアン・バッハ 振付：ニコライ・モロゾフ                                                                              | 月光ソナタ 作曲：ルートヴィヒ・ヴァン・ベートーヴェン 振付：ニコライ・モロゾフ | 歌劇『道化師』より 作曲：ルッジェーロ・レオンカヴァッロ 振付：ニコライ・モロゾフI'll Still be Diggin' On James Brown 演奏：Tubes in Town 振付：ニコライ・モロゾフ                                                                        |
| 2006-2007 | 仮面舞踏会 作曲：アラム・ハチャトゥリアン 振付：エレーナ・セルゲーワ                                                                                                | くるみ割り人形 作曲：ピョートル・チャイコフスキー 振付：エレーナ・セルゲーワ | Because We Believe ボーカル：アンドレア・ボチェッリ 振付：アダム・リッポン |
| 2005-2006 | Just For You 作曲：ジョバンニ・マッラーディ 振付：エレーナ・セルゲーワ                                                                                              | クロアチアン・ラプソディー ワンダーランド 作曲：マクシム・ムルヴィツァ ウィスパー・フロム・ザ・ミラー 作曲：松居慶子 振付：エレーナ・セルゲーワ | |
| 2004-2005 | 序奏とロンド・カプリチオーソ 作曲：カミーユ・サン＝サーンス 振付：エレーナ・セルゲーワ                                                                              | バレエ『ドン・キホーテ』より 作曲：レオン・ミンクス 振付：エレーナ・セルゲーワ | |
| 2003-2004 | 冬 『四季』より モダンバージョン 作曲：アントニオ・ヴィヴァルディ 振付：エレーナ・セルゲーワ                                                                        | ハンガリー狂詩曲 作曲：フランツ・リスト 振付：エレーナ・セルゲーワ | |
| 2002-2003 | | 幻想即興曲 作曲：フレデリック・ショパン 振付：エレーナ・セルゲーワ | |